# Hybrid Theory EP
Hybrid Theory EP (demo) är en CD av nu metal-bandet Linkin Park utgiven 1999. Bandet hette då Hybrid Theory efter att ha bytt från det tidigare Xero. Chester Bennington, tidigare Grey Daze, hade tillkommit som sångare.

## Låtlista

### Hybrid Theory EP
1. "Carousel"
2. "Technique"
3. "Step Up"
4. "And One"
5. "High Voltage"
6. "Part of Me"

- "Ambient" (gömd låt efter "Part of Me")

### Andra Hybrid Theory-demolåtar
1. "My December"
2. "She Couldn't"
3. "The Untitled" ("In the End" demo)
4. "Super Xero" ("By Myself" demo)
5. "Points of Authority" (finns även i en demoversion kallad "Vertical Limit")
6. "Under Attack" ("Crawling" demo)
7. "Esaul" ("A Place for My Head" demo)

## Banduppsättning
- Chester Bennington – sång, gitarr
- Rob Bourdon – trummor
- Brad Delson – gitarr
- Joe "Mr. Hahn" Hahn – turntablist
- Mike Shinoda – sång, MC, keyboardist, kompgitarr
- Kyle Christener - bas
- Dave "Phoenix" Farrell  - bas (han kom med senare)